# Bussa (Białoruś)
Bussa (biał. Буса, Busa; ros. Буса, Busa) – wieś na Białorusi, w obwodzie brzeskim, w rejonie janowskim, w sielsowiecie Mołodów, nad Jasiołdą.

## Historia
W XIX i w początkach XX w. wieś i uroczysko położone w Rosji, w guberni grodzieńskiej, w powiecie kobryńskim, w gminie Osownica.
W dwudziestoleciu międzywojennym leżała w Polsce, w województwie poleskim, w powiecie drohickim, w gminie Motol. W 1921 wieś liczyła 355 mieszkańców, zamieszkałych w 59 budynkach, w tym 296 tutejszych i 59 Polaków. 346 mieszkańców było wyznania prawosławnego i 9 rzymskokatolickiego.
Po II wojnie światowej w granicach Związku Sowieckiego. Od 1991 w niepodległej Białorusi.